# Ralf Holtmeyer
Ralf Holtmeyer (* 29. März 1956 in Osnabrück) ist ein deutscher Rudertrainer. Von November 2017 bis 2021 war er leitender Bundestrainer des Deutschen Ruderverbands (DRV).
Der deutsche Diplom-Sportlehrer war ab 1986 als Bundestrainer am Standort Dortmund im Bundesleistungszentrum Rudern des DRV tätig. Unter seiner Leitung gewann der Deutschland-Achter zwei Olympiasiege (1988 und 2012) sowie zahlreiche Weltmeisterschaften. Im Jahr 2012 wurde Holtmeyer vom DOSB als Trainer des Jahres geehrt.

## Jugend und Ausbildung
Ralf Holtmeyer trainierte als Schüler des Osnabrücker Ernst-Moritz-Arndt-Gymnasiums in der Ruderriege seiner Schule und bald auch in Booten des Osnabrücker Ruder-Vereins (ORV) auf dem Mittellandkanal. Bereits seit 1975 befasste sich der spätere Diplom-Sportlehrer mit Trainingsaufgaben im ORV. In dieser Zeit ruderten bekannte Ruderer wie Torsten Bremer, Ferdinand Hardinghaus, Thomas Möllenkamp, Hans-Günther Tiemann oder Axel Wöstmann in verschiedenen Bootsklassen für den Ruderverein in Osnabrück. Im Jahr 1980 können die von Holtmeyer trainierten Ruderer durch hervorragende Leistungen überzeugen. Der Vierer ohne Steuermann gewinnt beim Deutschen Meisterschaftsrudern den Titel und der Vierer mit Steuermann wurde Vize-Meister. Im gleichen Jahr erreicht der Achter des ORV bei der Internationalen Rotseeregatta in Luzern die Qualifikation für die Olympischen Sommerspiele 1980 in Moskau.

## Rudervereine
Als Rudersportler ist Ralf Holtmeyer aktuell im Ruderclub Hansa von 1898 aus Dortmund organisiert. Er wurde 1989 zum Ehrenmitglied des Osnabrücker Ruder-Vereins ernannt.

## Karriere als Bundestrainer

### Deutschland-Achter (1986–2000)
Mit Ralf Holtmeyer als Bundestrainer des DRV konnten die Ruderer des „Flaggschiffes“ des DRV, der Achter der Männer, bei den Olympischen Sommerspielen 1988 in Seoul die Goldmedaille gewinnen, nachdem das Boot bereits alle Regatten in der Vorbereitungsphase gewonnen hatte. Es folgten mit Holtmeyer als Trainer des Deutschland-Achters zunächst fünf Siege bei Weltmeisterschaften. Ralf Holtmeyer hatte 1986 mit der Verantwortung für den Deutschland-Achter der Männer ein Symbol des deutschen Sporterfolgs, die Königsklasse des internationalen Rudersports, übernommen, umgeben von einem 1960 in Rom begründeten Mythos. Holtmeyer ist seit der Übernahme seiner herausgehobenen Traineraufgabe einer hohen Erwartungshaltung und medialen Druck in der deutschen Sportöffentlichkeit ausgesetzt.
Im Jahr 2000, nachdem bei den Olympischen Sommerspielen in Sydney die sportlichen Zielsetzungen nicht erreicht wurden, ergaben die Überlegungen und die daraus abgeleiteten Entscheidungen der Führung des DRV, dass Handlungsbedarf gegeben war, um den sportlichen Erfolg in der Zukunft nicht erneut vermissen zu müssen. Der Achter der Männer hatte sich für die olympischen Ruderwettkämpfe in Sydney nicht qualifiziert. Kein Männer-Riemenboot erreichte sein olympisches Regattafinale in einem der Wettkämpfe am Penrith Lake. Das Präsidium des DRV entschied, die zu erwartende Erfolgsdynamik eines Trainerwechsels für die beiden „Flaggschiffe“ des deutschen Rudersports, Frauen-Achter und Männer-Achter, zu nutzen, um jeweils eine Neupositionierung im oberen Leistungsbereich der Weltspitze zu erreichen. Die Verantwortung und die Aufgaben im Sportmanagement und Trainerbereich des DRV wurden neu strukturiert. Dieter Grahn wurde 2001 Cheftrainer Riemenrudern Männer und Ralf Holtmeyer, der bis dahin als Cheftrainer verantwortlich für den Männer-Riemen- und Frauen-Skull-Bereich gewesen war, übernahm die Verantwortung für den Frauenbereich.
Zu diesem Zeitpunkt war Holtmeyer fünfzehn Jahre lang Trainer des Männer-Achters mit einer außergewöhnlichen Leistungsbilanz gewesen. Die Ruderer in den von Holtmeyer trainierten Achterbooten holten Gold, Silber und Bronze bei Olympischen Sommerspielen, sie wurden bis dahin fünf Mal Weltmeister. Wie Erfolgstrainer Karl Adam hatte auch Ralf Holtmeyer die Maßstäbe selbst gesetzt, an denen der Deutschland-Achter, als „Erfolgsboot“, von den Medien bzw. in der deutschen Sportöffentlichkeit gemessen wurde. Im Rahmen zur Wahl des Sportlers des Jahres wurden von Holtmeyer trainierte Regattaboote bis dahin zwei Mal – jeweils der Deutschland-Achter der Männer, 1988 und 1989 – zur Mannschaft des Jahres gewählt.

### Frauenachter (2001–2008)
Nach dem Wechsel in den Bereich der Frauen betreute Holtmeyer vorrangig das Team Frauenachter. Die Ruderinnen konnten unter anderem bei den Ruder-Weltmeisterschaften 2003 in Mailand im Finale den Weltmeistertitel erkämpfen und bei drei weiteren Ruder-Weltmeisterschaften Final-Platzierungen unter den ersten drei Booten des Zieleinlaufs erreichen: 2001 und 2002 jeweils Platz 3 und 2006 Platz 2.

### Deutschland-Achter (2009–2017)
Im Herbst des Jahres 2008 gab es für den Deutschen Ruderverband erneut Handlungsbedarf, der zu einer Neustrukturierung im Bereich Sportmanagement und Training der Nationalmannschaftsboote führte. Bundestrainer Ralf Holtmeyer übernahm, nachdem er acht Jahre mit den leistungsstärksten Ruderinnen des DRV erfolgreich gearbeitet hatte, erneut die Verantwortung für den DRV-Achter der Männer, mit der Zielsetzung, mit diesem Boot bei den kommenden Ruder-Weltmeisterschaften 2009 in Posen das Finale zu erreichen.
Erst im Juli 2009 ging Bundestrainer Holtmeyer mit dem von ihm zusammengestellten Achter der Männer beim Traditionswettkampf auf dem Rotsee in Luzern erstmals aufs Wasser. Dabei gelang den von Holtmeyer trainierten Ruderern der erste Sieg. In Posen, bei den Ruder-Weltmeisterschaften 2009, erkämpfte sich der Achter der Männer den Sieg im Finale um den Weltmeistertitel – drei Jahre nach dem letzten Titelgewinn des DRV im Achterwettbewerb bei Ruder-Weltmeisterschaften. Auch 2010 gelangen dem Deutschland-Achter zwei weitere erste Plätze bei den beiden wichtigsten internationalen Ruderregatten in diesem Jahr: bei den Ruder-Europameisterschaften 2010 in Portugal und bei den Ruder-Weltmeisterschaften 2010 in Hamilton. In der Vorbereitungsphase hatte der Bundestrainer den Achter der Männer bereits zu Siegen bei der Henley Royal Regatta und zum Sieg beim Weltcup-Finale in Luzern geführt. Das Jahr 2010 endete dann für den Bundestrainer damit, dass die in 2009 begonnene Siegesserie angemessen gewürdigt wurde und der Achter nach dem enttäuschenden Abschneiden bei den Olympischen Spielen in Peking endlich wieder das „Paradeboot“ des DRV, bei den gewählten Mannschaften auf Platz 2 bei der Wahl zum Sportler des Jahres 2010 kam.

## Erfolgsbilanz
Von Ralf Holtmeyer trainierte Regattaboote des DRV konnten im internationalen Wettbewerb des Rudersports folgende Erfolge erreichen:

### Männer 1986 bis 2000
- Olympische Sommerspiele 1988 – Seoul, Männer-Achter, Platz 1 vor UdSSR und USA (Finalteam: siehe unten)
- Ruder-Weltmeisterschaften 1989 – Bled, Männer-Achter, Platz 1 vor DDR und United Kingdom (Finalteam: Roland Baar, Dirk Balster, Frank Dietrich, Norbert Keßlau, Manfred Klein, Mark Mauerwerk, Jörg Puttlitz, Martin Steffes-Mies und Ansgar Wessling)
- Ruder-Weltmeisterschaften 1990 – Tasmanien, Männer-Achter, Platz 1 vor Kanada und DDR (Finalteam: Roland Baar, Dirk Balster, Frank Dietrich, Manfred Klein, Christoph Korte, Frank Richter, Martin Steffes-Mies, Matthias Ungemach und Armin Weyrauch)
- Ruder-Weltmeisterschaften 1991 – Wien, Männer-Achter, Platz 1 vor Kanada und United Kingdom (Finalteam: Roland Baar, Dirk Balster, Jürgen Hecht, Claas-Peter Fischer, Wolfgang Klapheck, Manfred Klein, Martin Steffes-Mies, Thorsten Streppelhoff und Ansgar Wessling)
- Olympische Sommerspiele 1992 – Barcelona, Männer-Achter, Platz 3 hinter Kanada und Rumänien (Finalteam: Roland Baar, Armin Eichholz, Detlef Kirchhoff, Manfred Klein, Bahne Rabe (†), Frank Richter, Hans Sennewald, Thorsten Streppelhoff und Ansgar Wessling)
- Ruder-Weltmeisterschaften 1993 – Racice, Männer-Achter, Platz 1 vor Rumänien und USA (Finalteam: Roland Baar, Colin von Ettingshausen, Peter Hoeltzenbein, Andreas Lütkefels, Frank Richter, Stefan Scholz, Martin Steffes-Mies, Thorsten Streppelhoff und Peter Thiede)
- Ruder-Weltmeisterschaften 1994 – Indianapolis, Männer-Zweier ohne Steuermann, Platz 2
- Ruder-Weltmeisterschaften 1995 – Tampere, Männer-Achter, Platz 1 vor Niederlande und USA (Finalteam: Roland Baar, Stefan Förster, Detlef Kirchhoff, Ike Landvoigt, Jochen Lerche, Frank Richter, Dieter Sator, Peter Thiede und Marc Weber)
- Olympische Sommerspiele 1996 – Atlanta, Männer-Achter, Platz 2 hinter Niederlande und Russland (Finalteam: Roland Baar, Wolfram Huhn, Detlef Kirchhoff, Mark Kleinschmidt, Frank Richter, Thorsten Streppelhoff, Peter Thiede, Ulrich Viefers und Marc Weber)
- Ruder-Weltmeisterschaften 1998 – Köln, Männer-Achter, Platz 2

### Frauen 2001 bis 2008
- Ruder-Weltmeisterschaften 2001 – Luzern, Frauen-Achter, Platz 3
- Ruder-Weltmeisterschaften 2002 – Sevilla, Frauen-Achter, Platz 3
- Ruder-Weltmeisterschaften 2003 – Mailand, Frauen-Achter, Platz 1 (Finalteam: siehe unten)
- Ruder-Weltmeisterschaften 2003 – Mailand, Frauen-Vierer ohne Steuerfrau, Platz 3
- Olympische Sommerspiele 2004 – Athen, Frauen-Achter, Platz 5
- Olympische Sommerspiele 2004 – Athen, Frauen-Zweier ohne Steuerfrau, Platz 5
- Ruder-Weltmeisterschaften 2005 – Gifu, Frauen-Achter, Platz 6
- Ruder-Weltmeisterschaften 2005 – Gifu, Frauen-Vierer ohne Steuerfrau, Platz 2
- Ruder-Weltmeisterschaften 2005 – Gifu, Frauen-Zweier ohne Steuerfrau, Platz 7
- Ruder-Weltmeisterschaften 2006 – Eton, Frauen-Achter, Platz 2
- Ruder-Weltmeisterschaften 2006 – Eton, Frauen-Vierer ohne Steuerfrau, Platz 6
- Ruder-Weltmeisterschaften 2006 – Eton, Frauen-Zweier ohne Steuerfrau, Platz 3
- Ruder-Europameisterschaften 2007 – Posen, Frauen-Achter, Platz 2
- Ruder-Europameisterschaften 2007 – Posen, Frauen-Zweier ohne Steuerfrau, Platz 1 vor Russland und Rumänien (Finalteam: Maren Derlien und Lenka Wech)
- Ruder-Weltmeisterschaften 2007 – München, Frauen-Achter, Platz 5
- Ruder-Weltmeisterschaften 2007 – München, Frauen-Vierer ohne Steuerfrau, Platz 2
- Ruder-Weltmeisterschaften 2007 – München, Frauen-Zweier ohne Steuerfrau, Platz 2
- Ruder-Weltmeisterschaften 2008 – Ottensheim, Frauen-Vierer ohne Steuerfrau, Platz 7
- Olympische Sommerspiele 2008 – Peking, Frauen-Achter, Platz 7
- Olympische Sommerspiele 2008 – Peking, Frauen-Zweier ohne Steuerfrau, Platz 4

### Männer 2009 bis heute
- Ruder-Weltmeisterschaften 2009 – Posen, Männer-Achter, Platz 1 vor Kanada und Niederlande. (Finalteam: Filip Adamski, Gregor Hauffe, Urs Käufer, Florian Mennigen, Martin Sauer, Richard Schmidt, Sebastian Schmidt, Toni Seifert und Kristof Wilke)
- Ruder-Weltmeisterschaften 2009 – Posen, Männer-Vierer ohne Steuermann, Platz 7
- Ruder-Europameisterschaften 2010 – Montemor-o-Velho, Männer-Achter, Platz 1 vor Polen und Ukraine (Finalteam: Gregor Hauffe, Florian Mennigen, Lukas Müller, Maximilian Reinelt, Martin Sauer, Richard Schmidt, Sebastian Schmidt, Toni Seifert und Kristof Wilke)
- Ruder-Weltmeisterschaften 2010 – Hamilton, Männer-Achter, Platz 1 vor Großbritannien und Australien (Finalteam: Gregor Hauffe, Florian Mennigen, Lukas Müller, Maximilian Reinelt, Martin Sauer, Richard Schmidt, Sebastian Schmidt, Toni Seifert und Kristof Wilke)
- Ruder-Weltmeisterschaften 2010 – Hamilton, Männer-Zweier mit Steuermann, Platz 3
- Ruder-Weltmeisterschaften 2011 – Bled, Männer-Achter, Platz 1
- Olympische Sommerspiele 2012 – London, Männer-Achter, Platz 1 vor Kanada und England (Finalteam: Filip Adamski, Andreas Kuffner, Eric Johannesen, Maximilian Reinelt, Richard Schmidt, Lukas Müller, Florian Mennigen, Martin Sauer und Schlagmann Kristof Wilke)[8]
- Ruder-Weltmeisterschaften 2013 – Chungju, Männer-Achter, Platz 2
- Ruder-Europameisterschaften 2013 – Sevilla, Männer-Achter, Platz 1
- Ruder-Weltmeisterschaften 2014 – Amsterdam, Männer-Achter, Platz 2
- Ruder-Europameisterschaften 2014 – Belgrad, Männer-Achter, Platz 1

## Herausragende Erfolgsteams des Bundestrainers

### Olympiasieger im Achter der Männer 1988
Sieg im Finale vor der UdSSR und den USA mit dem Team: Thomas Domian, Armin Eichholz, Manfred Klein, Wolfgang Maennig, Matthias Mellinghaus, Thomas Möllenkamp, Bahne Rabe, Eckhard Schultz und Ansgar Wessling.
Auf der Position des Schlagmanns ruderte Bahne Rabe, verstorben im August 2001 in Kiel, als Steuermann hielt Manfred Klein den Achter in der Fahrtrichtung. Der besonders herausragende Erfolg des 1988er Deutschland-Achters wird seit 2001 überschattet durch die Umstände und die besondere Tragik des Todes von Bahne Rabe, der als einer der „allerbesten“ Schlagmänner galt, die je in einem Goldachter ihr Team im Finale bei einer olympischen Ruderregatta zum Sieg geführt haben. Wolfgang Maennig, 1988 ein weiterer Ruderer des Goldachters, war von 1995 bis 2001 Vorsitzender des Deutschen Ruderverbandes und verfolgte konsequent das Ziel, Bundestrainer Holtmeyer nicht für die Olympischen Sommerspiele 2000 in Sydney nominieren zu wollen, was ihm aber nicht gelang.

### Weltmeisterinnen im Achter der Frauen 2003
Die Ruder-Weltmeisterinnen: Silke Günther, Elke Hipler, Britta Holthaus, Anja Pyritz, Annina Ruppel, Susanne Schmidt, Maja Tucholke, Lenka Wech und Nicole Zimmermann. Siegeinlauf im Finale: Deutschland, Rumänien, Kanada. Als Schlagfrau ruderte Lenka Welch. Steuerfrau war Annina Ruppel.

### Olympiasieger im Achter der Männer 2012
In einem spannenden Finale siegte Deutschland vor Kanada und dem Gastgeberland England mit dem Team: Filip Adamski, Andreas Kuffner, Eric Johannesen, Maximilian Reinelt, Richard Schmidt, Lukas Müller, Florian Mennigen, Martin Sauer und Kristof Wilke. Auf der Position des Schlagmanns ruderte Kristof Wilke.

## Leitungsteam Leistungssport im DRV
Im Bereich Leistungssport des DRV arbeitet Bundestrainer Ralf Holtmeyer mit dem Leitungsteam für die Ruderer bzw. Boote der Nationalmannschaft zusammen. Vorsitzender des Leitungsteams ist der Präsident des DRV Siegfried Kaidel. Weiter gehören dem Leitungsteam an: Cheftrainer Marcus Schwarzrock und Sportdirektor Mario Woldt.